# Diane Gashumba
Diane Gashumba – rwandyjska pediatra i polityk, minister promocji płci i rodziny w 2016 roku, minister zdrowia w latach 2016–2020.

## Życiorys
Gashumba przez 3 lata była dyrektorką szpitali w Muhimie oraz Kibagabadze. Uczestniczyła w finansowanym przez USAID programie wsparcia zdrowia rodzinnego w Rwandzie, skupiającego się na poprawie jakości i dostępu do usług w zakresie zdrowia matek, dzieci i noworodków, planowania rodziny, zdrowia reprodukcyjnego, żywienia, równości płci, a także ograniczania HIV oraz malarii. W 2009 roku została wybrana na Prezydenta Krajowej Rady Kobiet. 29 marca 2016 roku objęła stanowisko ministra promocji płci i rodziny, które pełniła do 4 października tegoż roku, gdy została ministrem zdrowia. W 2017 roku wezwała do decentralizacji systemu zdrowia i stworzenia nowych placówek w celu zwiększenia dostępności usług medycznych dla mieszkańców.
Posiada tytuł magistra Uniwersytetu Rwandyjskiego oraz magistra medycyny ze specjalizacją w pediatrii.
Gashumba jest mężatką, ma dwie córki i syna.